# 송파산대놀이
송파산대놀이(松坡山臺놀이)는 송파 지역에서 전승되던 탈놀이로, 놀이꾼들이 탈을 쓰고 재담, 춤, 노래, 연기를 하며 벌이는 연극적인 놀음이다.
송파는 한강변의 5강(송파, 한강, 서빙고, 용산, 마포)의 하나로서 송파진(松坡津)으로 불리던 곳이며, 조선왕조 후기에는 한국에서 가장 큰 향시(鄕市) 15곳 중의 하나인 송파장을 이루어, 송파산대놀이의 경제적 요건이 갖추어져 있었다. 연희자의 한사람인 허호영(許浩永)의 말에 의하면 약 200년 전부터 송파산대놀이가 창성되었으나 중도에 쇠진되었던 것을 1900년부터 송파에 거주하는 허윤(許鈗)에 의해 구파발 본산대 연희자 윤희중(尹熙重, 1840∼1923)을 초빙하여 재건하고, 그 뒤 연중행사로 정월 보름ㆍ단오ㆍ백중ㆍ추석에 놀았는데 7월 백중에는 크게 놀았다고 한다. 1924년에는 큰 규모의 산대놀이 모임을 송파에서 열었는데 이때에 구파발ㆍ아현ㆍ퇴계원ㆍ의정부ㆍ노량진 등지에서 20여명의 이름있는 연희자들이 모였다고 한다. 이듬해 한강대홍수로 송파마을이 유실되자 주민들은 가락동과 돌말이[石村]에 정착하면서 산대놀이의 명맥을 이어오다가 현재 국가무형문화재 제49호로 지정되어 보존되고 있으며, 서울놀이마당 전수회관에서 전수되고 있다.
송파산대놀이도 양주별산대놀이와 같이 그 주제를 보아서도 산대도감극(山臺都監劇) 계통의 중부형(中部型)의 한 분파이다.

## 구성
공연에 앞서 가면과 의상을 갖추고 길군악을 울리면서 마을을 돌아 공연장소까지 행렬하는 거리굿 또는 길놀이가 있다. 행렬의 순서는 붉은 바탕에 '산대도감(山臺都監)'이라고 쓴 기가 앞서며 다음 악사들이 서고 쌍호적, 꾕가리, 징, 장고의 순으로 선다. 놀이를 준비한 모갑(某甲)이 가면을 쓰지 않고 서고 다음에 첫상좌, 둘째상좌, 연잎, 눈끔적이, 옴중, 팔먹중들, 샌님, 신할아비, 완보, 취발이, 포도부장의 순으로 뒤따르고 그 뒤에는 기타 여러 사람이 탈을 쓰고 서며 맨 뒤에 여역(女役) 탈들이 선다. 여기에 노장이 끼어 양쪽 소무를 거느리고 행진한다.
노는 순서는 12마당으로 내용은 다음과 같다.
1. 상좌마당
2. 옴중마당
3. 연잎·눈끔적이마당
4. 애사당북놀이마당
5. 곤장놀이마당
6. 침놀이마당
7. 노장마당
8. 신장수마당
9. 취발이마당
10. 말뚝이마당
11. 샌님미얄포도부장마당
12. 신할아비, 신할미마당이다.

이 놀이의 기본적인 춤사위로는 건드렁으로 시작하여 화장무, 자진화장, 곱사위, 여다지, 배치기, 어깨치기, 빗사위, 거울보기, 깨끼리, 멍석말이 등이 있으며, 상황에 따라 변형하여 추기도 한다. 또한 걸음걸이로는 활개걸음, 깨끼걸음, 자진걸음의 세가지 걸음으로 손사위와 함께 사용되고 있다. 장단은 염불(念佛), 타령(打令), 굿거리가 있다. 염불은 12박의 느린 장단으로 상좌, 옴중, 노장이 이 장단에 춤을 추며, 굿거리는 서울굿에서 사용하는 경기형 굿거리장단을 사용한다. 타령에도 역시 늦은 타령과 잦은 타령이 있는데 잦은 염불인 잦은 타령과 깨끼리춤의 경우 박자는 같은데 반주가 바뀌는 잦은 타령이 있다. 반주 악기로는 장고, 피리 2개, 해금, 대금, 제금(굿에서) 등이 있다.
탈의 수는 32개(원숭이 포함 33개)이며 제작방법은 다른 산대탈과 같으며 모두 바가지 탈이다.
양주산대놀이에서는 찾아 볼 수 없는 당녀(唐女)·해산어멈·신할멈·무당탈 등이 남아 있고 놀이마당에서 이들 탈들이 맞는 역이 따로 있는 점 등으로 보아 양주산대놀이에 비하여 옛 형태를 지니고 있는 것이 특징이라 할 수 있다.

## 기능보유자
- 김윤택(金潤澤, 1904년생, 첫상좌, 취바리 외)
- 이범만(李範萬, 1907년생, 팔먹중, 샌님)
- 한유성(韓有星, 1908년생, 눈끔적이 외)
- 이충선(李忠善, 1901년생, 잽이)
- 문육지(文陸地, 1913년생, 완보, 쇠뚝이 외)
- 김학석(金學鉐, 1940년생, 연희)[1]
- 함완식(1956년생, 연희, 옴중 외)

## 화랑

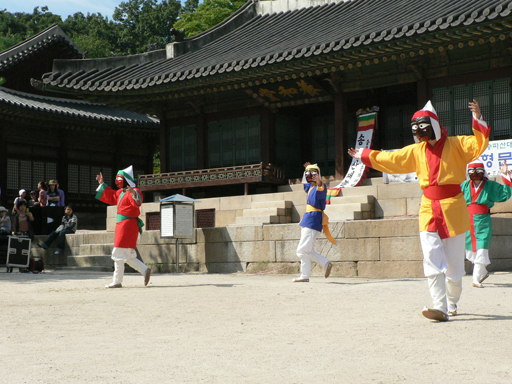
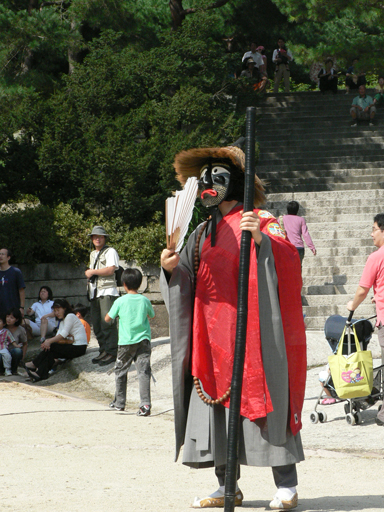
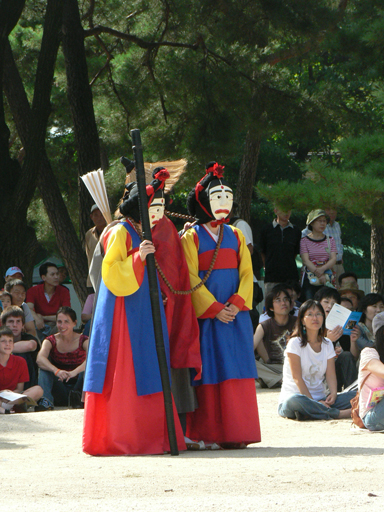
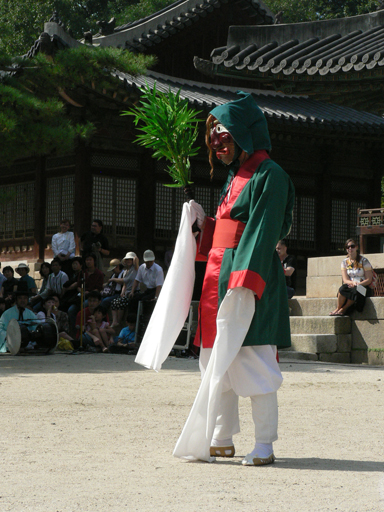

## 같이 보기
- 탈춤

## 참조 자료
- 이 문서에는 다음커뮤니케이션(현 카카오)에서 GFDL 또는 CC-SA 라이선스로 배포한 글로벌 세계대백과사전의 내용을 기초로 작성된 글이 포함되어 있습니다.
- 본 문서에는 서울특별시에서 지식공유 프로젝트를 통해 퍼블릭 도메인으로 공개한 저작물을 기초로 작성된 내용이 포함되어 있습니다.